# 鮎川哲也
鮎川哲也（1919年2月14日－2002年9月24日），日本推理小說作家。

## 生平
本名中川透，出生於日本東京都，於中國大連長大，拓殖大學商學院畢業，別名有那珂川透、薔薇小路棘麿、青井久利、中河通、宇田川蘭子等，於2002年9月24日因腦溢血去世。

## 經歷
- 1948年，以那珂川透為筆名發表《月魄》；同年又以薔薇小路棘麿為筆名發表《蛇與豬》。
- 1950年，以中川透為筆名所寫的《佩特羅夫事件》獲得《寶石》雜誌舉辦的「百萬圓推理徵文」長篇項目第二名。這是他的第一部長篇作品。也是在這部作品中，鮎川哲也創造了鬼貫警部，這位日後將活躍於其筆下的名偵探。
- 1956年，以鮎川哲也為筆名發表了長篇《黑色皮箱》，獲得講談社舉辦的「偵探小說全集徵文」首獎，聲名大噪。此後便一直使用「鮎川哲也」做為筆名。
- 1960年發表鬼貫警部的長篇探案《黑色天鵝》與《憎惡的化石》。同年獲頒第十三屆日本偵探作家俱樂部獎（後來的日本推理作家協會獎）。

## 作品
所列為書籍出版年份，非著作完成時間。

### 長篇
鬼貫警部系列
- 1956年 黑色皮箱（黒いトランク）（新雨代理）
- 1959年 憎惡的化石（憎悪の化石）（新雨代理）
- 1960年 黑色天鵝（黒い白鳥）（新雨代理）
- 1960年 佩特羅夫事件（ペトロフ事件）
- 1961年
- 1963年 砂之城（砂の城）
- 1963年
- 1965年 死亡的風景（死のある風景）（新雨代理）
- 1965年
- 1966年
- 1966年
- 1969年
- 1971年
- 1976年
- 1979年
- 1981年
- 1983年

星影龍三系列
- 1958年 黑桃A的血咒(紫丁香山莊)(林白代理)
- 1959年

其他作品
- 1962年
- 1965年

### 短篇
- 奪命密室（希代推理代理）
  - 收錄作品：紅色密室/白色密室/藍色密室/矛盾的足跡/海邊的悲劇/中國屏風

鬼貫警部系列
- 碑文谷事件（新雨代理）
  - 收錄作品：榆木莊血案/惡魔的微笑/碑文谷事件/一時一〇分/白晝的惡魔/藍色練習曲/誰的屍體/人之所謂殉情
- 不完全犯罪（新雨代理）
  - 收錄作品：五只鐘錶/逝於早春/因愛永恆/隱型火車頭/不完全犯罪/快車"出雲"號/下行列車"初雁"/古錢/逆風/黑暗之穴/死亡的風景/偽造的墳墓
- 夜之訪問者（新雨代理）
  - 收錄作品：戴著金幣項鍊的女人/夜之訪問者/痛風/殺意的誘餌/ＭＦ計畫/斑點狗/首級/城與塔

星影龍三系列
- 紅色密室（新雨代理）
  - 收錄作品：咒縛再現 /紅色密室/黃色的惡魔/消失的魔術師/妖塔記/小丑之檻

- 藍色密室（新雨代理）
  - 收錄作品：白色密室/薔薇莊殺人事件/惡魔在此處/藍色密室/沙與水母/茜莊事件/惡魔之灰/朱紅絕筆

- 誰の屍体か　春陽文庫、1960
- 下り"はつかり" 講談社 1962
- 砂の時計 毎日新聞社 1974
- 太鼓叩きはなぜ笑う　徳間書店、1974　のち文庫
- ヘラクレスの犯罪　改題「サムソンの犯罪」徳間書店、1976　のち文庫
- ブロンズの使者　徳間ノベルス、1984　のち文庫